# Lalawélé Atakora
Lalawélé Atakora (ur. 9 listopada 1990 w Lomé) – togijski piłkarz, grający na pozycji pomocnika. Od 2022 roku zawodnik francuskiego klubu FCO Tourangeau. W reprezentacji Togo zadebiutował w 2011 roku.